# Конд (Јура)
Конд (фр. Condes) насеље је и општина у источној Француској у региону Франш-Конте, у департману Јура која припада префектури Лон ле Соније.
По подацима из 2011. године у општини је живело 116 становника, а густина насељености је износила 56,59 становника/km². Општина се простире на површини од 2,05 km². Налази се на средњој надморској висини од 320 метара (максималној 600 m, а минималној 300 m).

## Демографија
| 1962. | 1968. | 1975. | 1982. | 1990. | 1999. | 2011. |
| ----- | ----- | ----- | ----- | ----- | ----- | ----- |
| 73    | 80    | 61    | 48    | 53    | 108   | 116   |

График промене броја становника у току последњих година